# Синтагма (часть комедии)
Синтагма — так называется некоторыми учеными в древнегреческой политической комедии первого периода (Аристофана) её главная часть, в которой излагается её основная мысль; она соответствует катастрофе (то есть полному изменению драматической ситуации) в трагедии и в более поздней комедии. Размером своим синтагма отличается от прочих частей комедии и всегда написана тетраметрами. В аттической комедии синтагма является одной из необходимых частей, наряду с пародом и парабазой.
Из дошедших до нас 11 комедий Аристофана 8 сохранили свои синтагмы до сих пор, а о трёх остальных также имеются основания предполагать, что синтагмы в них существовали.
По содержанию в синтагме преобладает серьёзный элемент, так что даже места очевидно шуточного содержания произносятся серьёзным тоном. Действующие лица в синтагме следующие: обвинитель и обвиняемый — точнее, оба противника; судья; шут; хор. Все стихи серьёзного содержания, относящиеся к самой сущности спора, были произносимы двумя противниками; все стихи шуточного содержания произносились третьим лицом; хор принимал участие лишь в строфах и вступительных двустишиях к синтагме. Необходимыми действующими лицами являются лишь противники; вообще число актеров в синтагме не превышает трех, судья и шут часто соединены в одной роли.
В полной синтагме имеется 9 существенных частей: просинтагма, ода, вступительное двустишие, синтагма, пнигос, антода, вступительное двустишие, антисинтагма и антипнигос, и 3 случайные части: мезод, телеосинтагмическое четверостишие и эписинтагмий. Просинтагма необходима для мотивирования ситуации и для определения условий спора; в одах хор выражает своё сочувствие тому или другому противнику; в двустишиях он дает знак к открытию спора, который составляет содержание синтагмы и пнигосов. В мезодах нетерпеливые противники прерывают песню хора; в эписинтагмии они продолжают перебраниваться даже после официального прекращения спора; телеосинтагмическое четверостишие имеет содержанием приговор судьи или хора.